# Martin Bormann
Martin Bormann (n. 17 iunie 1900, Wegeleben, Germania — d. 2 mai 1945, Berlin, Germania) a fost un om politic nazist german, judecat în absență la procesele de la Nürnberg și condamnat la moarte în contumacie  pentru crime de război și crime împotriva umanității. Cadavrul lui Bormann a fost descoperit la Berlin în 1972 iar pe data de 11 aprilie 1973 a fost declarat decedat, după cum a stabilit un medic legist expert din Berlin. În 1998, autoritățile germane au stabilit identitatea cadavrului lui Bormann după o examinare DNA. 
Martin Bormann a aderat la nazism în 1925 și a lucrat cu Rudolf Hess, fiindu-i secretar particular și șef de cabinet. Aflat din 1941 la conducerea cancelariei partidului nazist (Parteikanzlei), cu rang de ministru de stat, Bormann a fost printre cei mai apropiați colaboratori ai lui Hitler în ultima perioadă a celui de-al doilea război mondial.
Dispărut în noaptea dintre 1 și 2 mai 1945, Bormann a fost condamnat în contumacie la moarte prin spânzurare, tribunalul de la Nürnberg găsindu-l vinovat de faptele descrise în capetele de acuzare nr. 3 crime de război și nr. 4 crime împotriva umanității.
Înaintea morții lui Hitler, Bormann a fost desemnat succesor al acestuia la conducerea Partidului Muncitoresc German Național-Socialist.
Martin Bormann a fost căsătorit cu Gerda Buch (1909 - 1946) și a avut cu ea zece copii. Adolf Hitler a fost prezent la căsătoria lui Martin Bormann cu Gerda Buch.